# 谢卓林寺
谢卓林寺，位于西藏自治区日喀则市白朗县玛乡吉丁村，是一座藏传佛教寺院。

## 简介
谢卓林寺，又译“谢珠林寺”，是位于西藏自治区日喀则市白朗县的一座藏传佛教寺院。
谢卓林寺始建于1226年，是一座具有浓厚的藏族文化特色的寺院。